# Planet Coaster 2
Planet Coaster 2 est un jeu vidéo de simulation de construction et de gestion développé et édité par Frontier Developments. C'est une suite de Planet Coaster. Le jeu est sorti sur Microsoft Windows, PlayStation 5 et Xbox Series le 6 novembre 2024.

## Système de jeu
En tant que suite du prédécesseur Planet Coaster de 2016, Planet Coaster 2 étend son prédécesseur avec des outils de construction améliorés, la construction et la gestion de parcs aquatiques et un gameplay de séquençage d'événements. Comme son prédécesseur, le jeu propose les modes carrière, bac à sable et défi. Le multijoueur a été ajouté au jeu, les joueurs pouvant visiter le parc à thème de leurs amis en ligne ou en construire un nouveau ensemble (mais pas simultanément) en mode bac à sable ou franchise.
Le jeu intègre de nombreuses mécaniques reprises de Planet Coaster, qui ont été retravaillés grâce aux retours du premier opus. Cela inclut l'outil de création d'allées, qui est passé d'une construction pièce par pièce à un système de dessin. De nouveaux outils de création d'éléments décoratifs ont également été ajoutés, y compris la mise à l'échelle des objets ainsi que la possibilité d'ajouter directement des éléments de décor aux attractions et aux montagnes russes.

## Développement et sortie
Avant Planet Coaster 2, Frontier Developments travaillait sur la série F1 Manager et Warhammer Age of Sigmar: Realms of Ruin, mais les deux titres ont sous-performés, contribuant aux licenciements dans l'entreprise. Cela a également modifié la stratégie de l'entreprise, passant d'une diversification du portefeuille de jeux à un recentrage sur le genre de simulation de gestion, qui avait auparavant mené à son succès.
Le titre du jeu a été divulgué en juin 2024, lorsqu'un site non officiel de suivi des jeux sur Epic Games Store a révélé un prochain titre de Frontier intitulé Planet Coaster 2. Le jeu a été officiellement révélé le 11 juillet 2024 par sa première bande-annonce officielle et son gameplay a été révélé le 31 juillet 2024 pendant une diffusion en direct du développeur. Le jeu est sorti le 6 novembre 2024 sur Microsoft Windows, PlayStation 5 et Xbox Series.

## Nouveautés principales
Par rapport à son prédécesseur, Planet Coaster 2 introduit de nombreuses nouveautés qui enrichissent l’expérience de jeu :
- Intégration complète des parcs aquatiques, avec la possibilité de créer et gérer des attractions comme les toboggans, rivières lentes, piscines à vagues, et plus encore.
- Ajout du mode multijoueur, permettant de visiter les parcs d’autres joueurs en ligne ou de collaborer à la construction d’un parc en mode bac à sable ou franchise (construction non simultanée).
- Outils de construction améliorés, avec notamment un système de dessin pour la création d’allées, remplaçant l’ancien système pièce par pièce.
- Introduction d’un éditeur de décor avancé, permettant la mise à l’échelle des objets, la rotation libre, et l’intégration directe d’éléments décoratifs aux attractions.
- Nouvelles options de gameplay événementiel, offrant plus de liberté dans la création de scénarios dynamiques et personnalisés.

### Parc aquatique
Une des principales nouveautés de Planet Coaster 2 est l’arrivée des parcs aquatiques. Le joueur peut désormais concevoir des zones dédiées avec des attractions aquatiques variées. La gestion inclut également des paramètres spécifiques comme la qualité de l’eau, la sécurité des baigneurs, la surveillance par les maîtres-nageurs, et le comportement des visiteurs en maillot de bain.

### Multijoueur
Planet Coaster 2 introduit pour la première fois un mode multijoueur. Il permet aux joueurs de visiter les parcs d’autres joueurs en ligne, ou de collaborer à la construction d’un parc commun. La construction simultanée n’est pas encore possible, mais les progrès sont partagés entre les membres d’une franchise.